# خوان گرابوفسکی
خوان گرابوفسکی (انگلیسی: Juan Grabowski؛ زادهٔ ۷ مهٔ ۱۹۸۵) بازیکن فوتبال اهل آرژانتین است.
از باشگاه‌هایی که در آن بازی کرده‌است می‌توان به باشگاه فوتبال روساریو سنترال اشاره کرد.